# 王集镇 (界首市)
王集镇，是中华人民共和国安徽省阜阳市界首市下辖的一个乡镇级行政单位。

## 行政区划
王集镇下辖以下地区：
朱庄村、杨卫村、李油村、胡台村、赵集村、赵大村、王集村、陆集村、朱大村、秦庄村和郝王村。